# Colastes interdictus
Colastes interdictus är en stekelart som beskrevs av Sergey A. Belokobylskij 1998. Colastes interdictus ingår i släktet Colastes och familjen bracksteklar. Inga underarter finns listade i Catalogue of Life.